# 15546 Sunyufeng
15546 Sunyufeng eller 2000 EZ75 är en asteroid i huvudbältet som upptäcktes den 5 mars 2000 av LINEAR i Socorro County, New Mexico. Den är uppkallad efter Sun Yufeng.
Asteroiden har en diameter på ungefär 4 kilometer.